# الجائزة الملكية للتمويل الإسلامي
الجائزة الملكية للتمويل الإسلامي (RAIF) هي جائزة دولية تُمنح لشخص تميز في تطوير المصرفية والتمويل الإسلامي. أُسسَت في عام 2010 بموجب مبادرة المركز المالي الإسلامي الدولي في ماليزيا (MIFC) وبدعم من البنك المركيزي الماليزي وهيئة الأوراق المالية الماليزية [الإنجليزية]
.

## طالع أيضًا
- قائمة جوائز الاقتصاد [الإنجليزية]
- جوائز محمد السادس للقرآن الكريم

## روابط خارجية
- www.mifc.com/award